# La liseuse
La liseuse (Nederlands: Lezend meisje) is een schilderij van de Franse kunstschilder Jean-Honoré Fragonard, geschilderd tussen 1770 en 1772, olieverf op doek, 81,1 x 64,8 centimeter groot. Hij portretteert, en profil, een gefantaseerde jongedame met een leesboek. Het werk bevindt zich sinds 1961 in de collectie van het National Gallery of Art te Washington D.C.

## Context
Lezen was tot het midden van de achttiende eeuw voornamelijk een serieuze activiteit, geassocieerd met studie en kennis vergaren. Aan het einde van het ancien régime kwam daar echter verandering in en werd lezen ook tot een genoeglijke, ontspannen bezigheid, waarmee met name ook vrouwen zich bezig mochten houden. Het was dan ook de tijd waarin genres als de damesroman en feuilletonroman ontstonden, bedoeld om gelezen te worden in een huiselijke situatie, puur ter genoegen, zij het in die tijd nog wel nadrukkelijk gekoppeld aan de hogere standen.
Fragonard trouwde in 1769 met de miniatuurschilderes Marie-Anne Gérard. Hij schilderde in die tijd veel huiselijke thema's op een wijze die afweek van zijn bekende frivole, rococo-stijl, meer realistisch, in de nonchalance van haar uitwerking in zekere zin zelfs anticiperend op het impressionisme. La liseuse is hiervan het bekendste voorbeeld.

## Afbeelding
La liseuse is geschilderd in een voor die tijd opvallende lichtheid, bijna alsof het een schets betreft, losjes uitgewerkt, ogenschijnlijk in een grote snelheid. Fragonard kiest zijn kleuren met grote gevoeligheid en laat safraangeel, lila en magenta vanuit het midden stralen vanaf het doek. Met zijn vluchtige penseelstreek creëert hij een gebogen compositielijn, die het doet hij het voorkomen alsof de jurk en het kussen de kleine gestalte als het ware omringen. Klaarblijkelijk zit ze voor een raam, gezien het van links invallende licht en een kleine schaduwwerking achter haar rug.
Het modieus geklede meisje, ongetwijfeld uit hogere kringen, oogt ontspannen. Ze houdt haar boek vast zoals ze dat geleerd heeft met een theekopje: met vier vingers en de pink lichtjes zijwaarts gestrekt. Lezen is hier een lichte, bijna zwevende bezigheid. De schilder slaagt erin om in het leesmoment twee blikken te vangen: de ene aandachtig gericht op de regels in het boek, de andere dromerig, bijna zwevend, bevangen door de inhoud van haar lectuur. De haastige, geagiteerde stroken van Fragonard lijken daarbij soms te contrasteren met de intimiteit van het weergegeven moment.

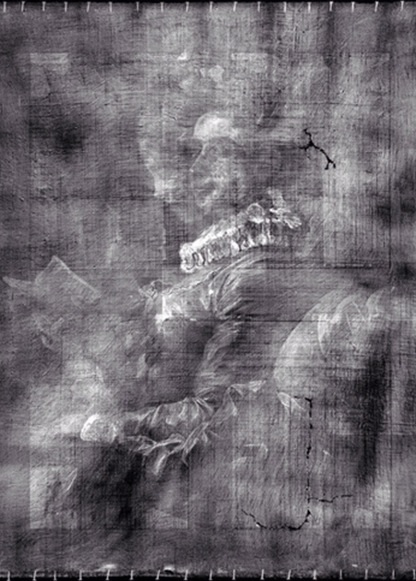
Röntgen-opname

Waarschijnlijk is het werk niet in opdracht geschilderd, getuige röntgenonderzoek, waaruit blijkt dat oorspronkelijk een andere dame was afgebeeld, met het hoofd lichtjes naar de kijker gebogen. Fragonard schilderde in die periode vaker portretten van jonge dames in singuliere situaties, door hem ook wel "fantasiefiguren" genoemd, wellicht uitsluitend gemaakt voor eigen artistiek genoegen.